# ویستا وست (وایومینگ)
ویستا وست(به انگلیسی: Vista West) شهری در ایالت وایومینگ کشور ایالات متحده آمریکا است که جمعیت آن در سرشماری سال ۲۰۱۰ میلادی، ۹۵۱ نفر بوده‌است.
براساس سرشماری سال 2000 ,1008 نفر شامل 364 خانوار و 306 خانواده در آن ساکن بوده اند.

## موقعیت جغرافیایی
موقعیت جغرافیایی شهرها و مناطق اطراف به شرح زیر است: